# Sociedad Tiro Suizo
La Sociedad Tiro Suizo, conocida localmente como Tiro Suizo, es un club de tiro deportivo uruguayo ubicado en la ciudad de Nueva Helvecia. Fundado el 19 de abril de 1874, es la institución deportiva más antigua del Uruguay.

## Orígenes
La historia de la institución está íntimamente ligada a la de los colonos europeos que entre 1861 y 1862 fundaron en la región la colonia agrícola Nueva Helvecia, quienes entre sus tradiciones y costumbres trajeron la del empleo de armas de fuego (fusiles Vetterli y Martini, principalmente); estas armas les resultaron útiles en la defensa de las propiedades (cultivos, animales...) que iban adquiriendo tras su arribo a América, sobre todo durante los primeros años. Con el tiempo, el uso de esas armas se volvió más recreativo que defensivo; tanto así que en 1874, doce años después de la llegada de los primeros colonos, surge la idea de formar un club de tiro que fomentara el deporte. Ese club de tiro deportivo fue denominado «Sociedad Tiro Suizo», y su primer presidente fue el cónsul suizo de la época, el Sr. Chapalay.

## Sedes sociales e instalaciones
Su sede inicial se encontraba en el predio del hotel Suizo, propiedad del Sr. Federico Fischer. A mediados de la década del cuarenta, se traslada a instalaciones propias, las que aún son mantenidas por los dueños del hotel.
El club dispone de pedanas cerradas para pistola neumática, pedanas de 25 metros para arma corta y una pedana de 300 metros para disparos de arma larga a 50 metros o más.

## Pruebas internas
Anualmente se realizan en el club las siguientes competiciones:
- aire comprimido: en recinto cerrado, 60 tiros a 60 blancos, a 10 metros, con carabina olímpica,[3] carabina estándar o pistola,[4] de CO2 o aire, calibre 4,5.
- carabina match: 60 tiros en 90 minutos, en posición tendido, a 50 metros, con arma monotiro calibre .22.[5]
- carabina sport: en posiciones tendido, de pie y de rodilla, 20 tiros en cada posición, a 50 metros, con calibre .22.
- fuego central: 60 tiros en dos etapas, precisión (30 tiros a 30 blancos)[6] y velocidad (otros 30 tiros),[7] a 25 metros, con calibres .38 o .357.
- silueta metálica: 40 disparos en 8 etapas, de pie, a 30 metros y con calibre .22.
- silueta rápida: 3 series de 6 disparos (2 a 25 metros y 4 a 15 metros), en 20 segundos por serie, de pie y con calibres .38 o 9 × 19.

## Participación nacional e internacional
La institución siempre destacó por la calidad de sus tiradores, principalmente en las disciplinas de arma larga. La primera participación en una competencia de tiro internacional en el exterior fue la del Sr. Adamiro Robert, en Buenos Aires, en 1892; obtiene una copa de plata y varias medallas. En los años cuarenta, cincuenta y sesenta, socios tiradores ganaron numerosos premios en los campeonatos nacionales de fusil militar a 300 metros y carabina de pequeño calibre.
La Sociedad Tiro Suizo ha obtenido 13 campeonatos nacionales de carabina sport, 11 campeonatos nacionales de carabina neumática (incluyendo el récord nacional de 585 puntos), siete campeonatos nacionales de carabina match, un campeonato nacional de pistola velocidad y un campeonato nacional de carabina 3 por 40; también campeonatos federales en las diferentes modalidades de tiro. Tiradores del club han representado a Uruguay en competencias internacionales, tales como las de Finlandia, Croacia, Brasil, Estados Unidos, Alemania y el Reino Unido, y en los Juegos Olímpicos de Londres 2012.